# Mason Parris
Mason Parris, född 1 oktober 1999, är en amerikansk brottare som tävlar i fristil.
Parris studerade vid University of Michigan och tävlade i brottning för deras universitetslag Michigan Wolverines.

## Karriär
Vid junior-VM 2019 i Tallinn tog Parris guld i 125 kg-klassen efter att ha besegrat iranske Amir Hossein Zare i finalen.
Vid VM 2023 i Belgrad tog Parris brons i 125 kg-klassen efter att ha besegrat Abdulla Kurbanov.